# Gilbert Briskine
Gilbert Briskine es un deportista francés que compitió en judo. Ganó dos medallas en el Campeonato Europeo de Judo, oro en 1952 y plata en 1954.

## Palmarés internacional
| Campeonato Europeo | Campeonato Europeo | Campeonato Europeo | Campeonato Europeo |
| Año                | Lugar              | Medalla            | Categoría          |
| ------------------ | ------------------ | ------------------ | ------------------ |
| 1952               | París (Francia)    | Medalla de oro     | 1.er kyu           |
| 1954               | Bruselas (Bélgica) | Medalla de plata   | 1.er dan           |